# Distretto di contea di Wrexham
Il distretto di contea di Wrexham (in inglese: Wrexham County Borough; in gallese: Bwrdeistref Sirol Wrecsam) è un distretto di contea (county borough) del nord-est del Galles.

## Geografia fisica
Il distretto è costituito da un territorio incentrato sulla città di Wrexham. Confina a nord con il Flintshire, a nord-est ed a est con la contea inglese di Cheshire, a sud con quella di Shropshire e con il Powys ed a ovest con il Denbighshire.
Il territorio a nord del fiume Dee può essere diviso in tre fasce: ad ovest una fascia collinare interessata dalle propaggini meridionali della Clwydian Range, nel centro-ovest una fascia di territorio ondulato ed infine nel centro-est una fascia pianeggiante attraversata dal Dee. A sud del fiume Dee si estende un'area  prevalentemente collinare interessata dai rilievi delle colline Berwyn che raggiungono la massima altezza del distretto con il Foel Wen di 691 metri e posto al confine con il Powys. Tra queste colline è situata la valle del fiume Ceiriog che scorre da ovest a est prima di confluire nel fiume Dee. Il Dee segna parte del confine con il Cheshire.
Oltre a Wrexham altri centri importanti del distretto sono Brymbo, Cefn e Chirk.

## Amministrazione
Il distretto di Wrexham è una unitary authority nata il primo aprile del 1996 in attuazione  del Local Government (Wales) Act del 1994. La maggior parte dell'area dell'attuale distretto faceva precedentemente parte dai distretti di Wrexham Maelor e di Glyndwr della contea tradizionale di Clwyd. Il distretto è amministrato dal Wrexham County Borough Council.